# Tour de Ski 2021
Tour de Ski 2021 je 15. ročník série závodů v běhu na lyžích, jehož součástí je osm závodů během deseti dnů od 1. do 10. ledna 2021. Tour de Ski je součástí Světového poháru v běhu na lyžích. Obhájci vítězství jsou Rus Alexandr Bolšunov a Norka Therese Johaugová. Johaugová se Tour však nezúčastní, protože celá norská reprezentace svoji účast odřekla kvůli obavám z následků pandemie covidu-19 a rizika při cestování.

## Program
Val Müstair:
- 1. ledna: Sprint volně (ženy i muži)
- 2. ledna: 15 km (muži) a 10 km (ženy) klasicky s hromadným startem
- 3. ledna: 15 km (muži) a 10 km (ženy) stíhací závod volně

 Toblach:
- 5. ledna: 15 km (muži) a 10 km (ženy) volně s intervalovým startem
- 6. ledna: 15 km (muži) a 10 km (ženy) klasicky stíhací závod

 Val di Fiemme:
- 8. ledna: 15 km (muži) a 10 km (ženy) klasicky s hromadným startem
- 9. ledna: Sprint klasicky (ženy i muži)
- 10. ledna: 9 km (muži i ženy) stíhací závod do vrchu volně s handicapovým startem

## Výsledky
| Pořadí | Závodník          | Čas       |
| ------ | ----------------- | --------- |
| 1      | Alexandr Bolšunov | 3:32:32,3 |
| 2      | Maurice Manificat | +3:23,9   |
| 3      | Denis Spicov      | +3:36,7   |
| 4      | Ivan Jakimuškin   | +3:40,6   |
| 5      | Arťom Malcev      | +4:03,3   |
| 6      | Jevgenij Bělov    | +5:08,5   |
| 7      | Andrej Melničenko | +5:23,7   |
| 8      | Dario Cologna     | +6:04,6   |
| 9      | Clément Parisse   | +6:12,4   |
| 10     | Hugo Lapalus      | +6:22,9   |
| --     | --                | --        |
| 24     | Michal Novák      | +10:10,0  |
| 47     | Adam Fellner      | +17:50,2  |
| 49     | Petr Knop         | +21:43,3  |

| Pořadí | Závodnice            | Čas       |
| ------ | -------------------- | --------- |
| 1      | Jessica Digginsová   | 3:04:45,8 |
| 2      | Julija Stupaková     | +1:24,8   |
| 3      | Ebba Anderssonová    | +2:00,8   |
| 4      | Taťjana Sorinová     | +2:58,1   |
| 5      | Krista Pärmäkoski    | +3:23,0   |
| 6      | Rosie Brennanová     | +3:27,6   |
| 7      | Natalja Něprjajevová | +3:28,5   |
| 8      | Katharina Hennigová  | +3:41,4   |
| 9      | Teresa Stadloberová  | +5:10,8   |
| 10     | Kateřina Razýmová    | +5:21,2   |
| --     | --                   | --        |
| 39     | Kateřina Janatová    | +17:11,0  |
| 40     | Petra Hynčicová      | +17:45,4  |

## Etapy
| Pořadí | Závodník            | Čas     |
| ------ | ------------------- | ------- |
| 1      | Federico Pellegrino | 3:08,44 |
| 2      | Alexandr Bolšunov   | +0,57   |
| 3      | Richard Jouve       | +2,53   |
| 4      | Gleb Retivych       | +4,33   |
| 5      | Arťem Malcev        | +4,82   |
| --     | --                  | --      |
| 9      | Michal Novák        |         |
| 52     | Adam Fellner        |         |
| 73     | Ondřej Černý        |         |
| 75     | Petr Knop           |         |

| Pořadí | Závodnice           | Čas      |
| ------ | ------------------- | -------- |
| 1      | Linn Svahnová       | 3:32,01  |
| 2      | Jessica Digginsová  | +3,41    |
| 3      | Frida Karlssonová   | +5,83    |
| 4      | Rosie Brennanová    | +8,00    |
| 5      | Nadine Fähndrichová | +1:02,00 |
| --     | --                  | --       |
| 17     | Kateřina Janatová   |          |
| 29     | Petra Nováková      |          |
| 33     | Kateřina Razýmová   |          |
| 40     | Petra Hynčicová     |          |
| 46     | Tereza Beranová     |          |

| Pořadí | Závodník            | Čas     |
| ------ | ------------------- | ------- |
| 1      | Federico Pellegrino | 3:08,44 |
| 2      | Alexandr Bolšunov   | +0,57   |
| 3      | Richard Jouve       | +2,53   |
| 4      | Gleb Retivych       | +4,33   |
| 5      | Arťem Malcev        | +4,82   |
| --     | --                  | --      |
| 9      | Michal Novák        |         |
| 52     | Adam Fellner        |         |
| 73     | Ondřej Černý        |         |
| 75     | Petr Knop           |         |

| Pořadí | Závodnice           | Čas      |
| ------ | ------------------- | -------- |
| 1      | Linn Svahnová       | 3:32,01  |
| 2      | Jessica Digginsová  | +3,41    |
| 3      | Frida Karlssonová   | +5,83    |
| 4      | Rosie Brennanová    | +8,00    |
| 5      | Nadine Fähndrichová | +1:02,00 |
| --     | --                  | --       |
| 17     | Kateřina Janatová   |          |
| 29     | Petra Nováková      |          |
| 33     | Kateřina Razýmová   |          |
| 40     | Petra Hynčicová     |          |
| 46     | Tereza Beranová     |          |

| Pořadí | Závodník          | Čas     |
| ------ | ----------------- | ------- |
| 1      | Alexandr Bolšunov | 34:09,8 |
| 2      | Dario Cologna     | +23,5   |
| 3      | Ivan Jakimuškin   | +25,3   |
| 4      | Maurice Manificat | +27,7   |
| 5      | Denis Spicov      | +34,4   |
| --     | --                | --      |
| 32     | Michal Novák      | +1:51,8 |
| 48     | Adam Fellner      | +2:38,9 |
| 61     | Petr Knop         | +3:43,9 |

| Pořadí | Závodnice           | Čas     |
| ------ | ------------------- | ------- |
| 1      | Linn Svahnová       | 30:09,9 |
| 2      | Julija Stupaková    | +0,7    |
| 3      | Jessica Digginsová  | +0,8    |
| 4      | Frida Karlssonová   | +1,4    |
| 5      | Katharina Hennigová | +2,0    |
| --     | --                  | --      |
| 14     | Kateřina Razýmová   | +24.7   |
| 39     | Petra Nováková      | +2:12,8 |
| 49     | Petra Hynčicová     | +3:02,5 |
| 50     | Kateřina Janatová   | +3:05,9 |

| Pořadí | Závodník          | Čas     |
| ------ | ----------------- | ------- |
| 1      | Alexandr Bolšunov | 34:09,8 |
| 2      | Dario Cologna     | +23,5   |
| 3      | Ivan Jakimuškin   | +25,3   |
| 4      | Maurice Manificat | +27,7   |
| 5      | Denis Spicov      | +34,4   |
| --     | --                | --      |
| 32     | Michal Novák      | +1:51,8 |
| 48     | Adam Fellner      | +2:38,9 |
| 61     | Petr Knop         | +3:43,9 |

| Pořadí | Závodnice           | Čas     |
| ------ | ------------------- | ------- |
| 1      | Linn Svahnová       | 30:09,9 |
| 2      | Julija Stupaková    | +0,7    |
| 3      | Jessica Digginsová  | +0,8    |
| 4      | Frida Karlssonová   | +1,4    |
| 5      | Katharina Hennigová | +2,0    |
| --     | --                  | --      |
| 14     | Kateřina Razýmová   | +24.7   |
| 39     | Petra Nováková      | +2:12,8 |
| 49     | Petra Hynčicová     | +3:02,5 |
| 50     | Kateřina Janatová   | +3:05,9 |

| Pořadí | Závodník          | Čas     |
| ------ | ----------------- | ------- |
| 1      | Alexandr Bolšunov | 31:02,5 |
| 2      | Arťem Malcev      | +22,6   |
| 3      | Maurice Manificat | +29,0   |
| 4      | Denis Spicov      | +29,6   |
| 5      | Ivan Jakimuškin   | +34,6   |
| --     | --                | --      |
| 27     | Michal Novák      | +3:42,3 |
| 53     | Adam Fellner      | +6:21,2 |
| 62     | Petr Knop         | +7:15,6 |

| Pořadí | Závodnice           | Čas     |
| ------ | ------------------- | ------- |
| 1      | Jessica Digginsová  | 26:54,1 |
| 2      | Rosie Brennanová    | +5,6    |
| 2      | Frida Karlssonová   | +10,7   |
| 3      | Anamarija Lampičová | +57,9   |
| 5      | Julija Stupaková    | +59,4   |
| --     | --                  | --      |
| 16     | Kateřina Razýmová   | +2:07,7 |
| 37     | Petra Nováková      | +4:41,2 |
| 45     | Kateřina Janatová   | +5:49,6 |
| 50     | Petra Hynčicová     | +6:19,9 |

| Pořadí | Závodník          | Čas     |
| ------ | ----------------- | ------- |
| 1      | Alexandr Bolšunov | 31:02,5 |
| 2      | Arťem Malcev      | +22,6   |
| 3      | Maurice Manificat | +29,0   |
| 4      | Denis Spicov      | +29,6   |
| 5      | Ivan Jakimuškin   | +34,6   |
| --     | --                | --      |
| 27     | Michal Novák      | +3:42,3 |
| 53     | Adam Fellner      | +6:21,2 |
| 62     | Petr Knop         | +7:15,6 |

| Pořadí | Závodnice           | Čas     |
| ------ | ------------------- | ------- |
| 1      | Jessica Digginsová  | 26:54,1 |
| 2      | Rosie Brennanová    | +5,6    |
| 2      | Frida Karlssonová   | +10,7   |
| 3      | Anamarija Lampičová | +57,9   |
| 5      | Julija Stupaková    | +59,4   |
| --     | --                  | --      |
| 16     | Kateřina Razýmová   | +2:07,7 |
| 37     | Petra Nováková      | +4:41,2 |
| 45     | Kateřina Janatová   | +5:49,6 |
| 50     | Petra Hynčicová     | +6:19,9 |

| Pořadí | Závodník          | Čas     |
| ------ | ----------------- | ------- |
| 1      | Alexandr Bolšunov | 32:49.6 |
| 2      | Denis Spicov      | +8,3    |
| 3      | Ivan Jakimuškin   | +13,9   |
| 4      | Aleksej Červotkin | +19,2   |
| 5      | Arťem Malcev      | +21,8   |
| --     | --                | --      |
| 34     | Michal Novák      | +1:46,9 |
| 44     | Petr Knop         | +2:14,8 |
| 50     | Adam Fellner      | +2:31,4 |

| Pořadí | Závodnice          | Čas     |
| ------ | ------------------ | ------- |
| 1      | Jessica Digginsová | 25:14.5 |
| 2      | Rosie Brennanová   | +14,8   |
| 2      | Ebba Anderssonová  | +22,2   |
| 3      | Julija Stupaková   | +25,7   |
| 5      | Krista Pärmäkoski  | +31,3   |
| --     | --                 | --      |
| 11     | Kateřina Razýmová  | +58,2   |
| 37     | Kateřina Janatová  | +2:10,8 |
| 41     | Petra Hynčicová    | +2:19,5 |
| 43     | Petra Nováková     | +2:23,5 |

| Pořadí | Závodník          | Čas     |
| ------ | ----------------- | ------- |
| 1      | Alexandr Bolšunov | 32:49.6 |
| 2      | Denis Spicov      | +8,3    |
| 3      | Ivan Jakimuškin   | +13,9   |
| 4      | Aleksej Červotkin | +19,2   |
| 5      | Arťem Malcev      | +21,8   |
| --     | --                | --      |
| 34     | Michal Novák      | +1:46,9 |
| 44     | Petr Knop         | +2:14,8 |
| 50     | Adam Fellner      | +2:31,4 |

| Pořadí | Závodnice          | Čas     |
| ------ | ------------------ | ------- |
| 1      | Jessica Digginsová | 25:14.5 |
| 2      | Rosie Brennanová   | +14,8   |
| 2      | Ebba Anderssonová  | +22,2   |
| 3      | Julija Stupaková   | +25,7   |
| 5      | Krista Pärmäkoski  | +31,3   |
| --     | --                 | --      |
| 11     | Kateřina Razýmová  | +58,2   |
| 37     | Kateřina Janatová  | +2:10,8 |
| 41     | Petra Hynčicová    | +2:19,5 |
| 43     | Petra Nováková     | +2:23,5 |

| Pořadí | Závodník          | Čas     |
| ------ | ----------------- | ------- |
| 1      | Alexandr Bolšunov | 34:32,9 |
| 2      | Ivan Jakimuškin   | +55,5   |
| 3      | Jevgenij Bělov    | +55,6   |
| 4      | Aleksej Červotkin | +56,8   |
| 5      | Andrej Melničenko | +58,7   |
| --     | --                | --      |
| 32     | Michal Novák      | +3:28,1 |
| 45     | Adam Fellner      | +4:55,4 |
| 54     | Petr Knop         | +6:37,2 |

| Pořadí | Závodnice          | Čas     |
| ------ | ------------------ | ------- |
| 1      | Julija Stupaková   | 29:24.7 |
| 2      | Ebba Anderssonová  | +0,7    |
| 2      | Jessica Digginsová | +0,8    |
| 3      | Rosie Brennanová   | +17,3   |
| 5      | Krista Pärmäkoski  | +37,3   |
| --     | --                 | --      |
| 9      | Kateřina Razýmová  | +59,3   |
| 37     | Petra Nováková     | +3:53,1 |
| 42     | Kateřina Janatová  | +4:21,1 |
| 43     | Petra Hynčicová    | +4:21,2 |

| Pořadí | Závodník          | Čas     |
| ------ | ----------------- | ------- |
| 1      | Alexandr Bolšunov | 34:32,9 |
| 2      | Ivan Jakimuškin   | +55,5   |
| 3      | Jevgenij Bělov    | +55,6   |
| 4      | Aleksej Červotkin | +56,8   |
| 5      | Andrej Melničenko | +58,7   |
| --     | --                | --      |
| 32     | Michal Novák      | +3:28,1 |
| 45     | Adam Fellner      | +4:55,4 |
| 54     | Petr Knop         | +6:37,2 |

| Pořadí | Závodnice          | Čas     |
| ------ | ------------------ | ------- |
| 1      | Julija Stupaková   | 29:24.7 |
| 2      | Ebba Anderssonová  | +0,7    |
| 2      | Jessica Digginsová | +0,8    |
| 3      | Rosie Brennanová   | +17,3   |
| 5      | Krista Pärmäkoski  | +37,3   |
| --     | --                 | --      |
| 9      | Kateřina Razýmová  | +59,3   |
| 37     | Petra Nováková     | +3:53,1 |
| 42     | Kateřina Janatová  | +4:21,1 |
| 43     | Petra Hynčicová    | +4:21,2 |

| Pořadí | Závodník             | Čas     |
| ------ | -------------------- | ------- |
| 1      | Alexandr Bolšunov    | 41:33,7 |
| 2      | Francesco De Fabiani | +1,8    |
| 3      | Aleksej Červotkin    | +3,7    |
| 4      | Ilja Semikov         | +6,7    |
| 5      | Ivan Jakimuškin      | +7,6    |
| --     | --                   | --      |
| 21     | Michal Novák         | +33,0   |
| 42     | Adam Fellner         | +2:39,3 |
| 49     | Petr Knop            | +4:09,3 |

| Pořadí | Závodnice            | Čas     |
| ------ | -------------------- | ------- |
| 1      | Natalja Něprjajevová | 30:35,5 |
| 2      | Katharina Hennigová  | +2,4    |
| 2      | Ebba Anderssonová    | +4,1    |
| 3      | Teresa Stadloberová  | +6,6    |
| 5      | Johanna Matintalo    | +7,2    |
| --     | --                   | --      |
| 15     | Kateřina Razýmová    | +50,7   |
| 39     | Petra Hynčicová      | +2:54,5 |
| 41     | Kateřina Janatová    | +2:54,5 |
| –      | Petra Nováková       | DNF     |

| Pořadí | Závodník             | Čas     |
| ------ | -------------------- | ------- |
| 1      | Alexandr Bolšunov    | 41:33,7 |
| 2      | Francesco De Fabiani | +1,8    |
| 3      | Aleksej Červotkin    | +3,7    |
| 4      | Ilja Semikov         | +6,7    |
| 5      | Ivan Jakimuškin      | +7,6    |
| --     | --                   | --      |
| 21     | Michal Novák         | +33,0   |
| 42     | Adam Fellner         | +2:39,3 |
| 49     | Petr Knop            | +4:09,3 |

| Pořadí | Závodnice            | Čas     |
| ------ | -------------------- | ------- |
| 1      | Natalja Něprjajevová | 30:35,5 |
| 2      | Katharina Hennigová  | +2,4    |
| 2      | Ebba Anderssonová    | +4,1    |
| 3      | Teresa Stadloberová  | +6,6    |
| 5      | Johanna Matintalo    | +7,2    |
| --     | --                   | --      |
| 15     | Kateřina Razýmová    | +50,7   |
| 39     | Petra Hynčicová      | +2:54,5 |
| 41     | Kateřina Janatová    | +2:54,5 |
| –      | Petra Nováková       | DNF     |